# Дюллахан
Дюллахан (ирл. dúlachán /ˈduːləˌhɑːn/) — злобный дух в ирландской мифологии, представляющий собой чудовищного безголового всадника.
Согласно легендам, дюллахан — всадник без головы, верхом, как правило, на чёрном коне, несущий свою голову подмышкой. Глаза на этой голове маленькие, чёрные и постоянно «снуют» туда-сюда, словно мухи, а рот пребывает в состоянии отвратительной усмешки и растянут до ушей. Плоть на голове по цвету и консистенции напоминает заплесневелый сыр. В качестве кнута дюллахан пользуется человеческим позвоночником; иногда его конь запряжён в крытую повозку, увешанную всевозможными атрибутами смерти: снаружи висят черепа с горящими глазницами, освещающие ему путь, спицы колёс изготовлены из бедренных костей, а обшивка повозки сделана из изъеденного червями погребального савана или высушенной человеческой кожи. Когда дюллахан останавливает своего коня, это означает, что кого-то ждёт смерть: дух громко выкрикивает имя, после чего человек сразу же умирает.
Согласно ирландским поверьям, от дюллахана нельзя защититься какими-либо препятствиями — любые ворота и двери открываются перед ним; дюллахан также не выносит, когда за ним следят: он может облить шпионящего за ним миской с кровью (что означает, что этот человек скоро умрёт) или даже хлестнуть любопытного по глазам. Однако дюллахан очень боится золота, и даже небольшого прикосновения к нему этим металлом достаточно, чтобы прогнать его.